# Гамбийско-китайские отношения
В 1996 году Гамбия установила дипломатические отношения с Китайской Республикой, в связи с чем Китайская Народная Республика разорвала дипломатические отношения с Гамбией. Однако в 2013 году Гамбия разорвала отношения с Китайской Республикой и признала Китайскую Народную Республику единственным законным правительством Китая. Китайская Народная Республика и Гамбия установили дипломатические отношения в 2016 году.
У Китая есть посольство в Банжуле, а у Гамбии есть посольство в Пекине.

## Принцип одного Китая
17 марта 2016 года министр иностранных дел КНР Ван И и министр иностранных дел Гамбии Нене Макдуал Гайе подписали соглашение о восстановлении дипломатических отношений, которые были разорваны в 1995 году из-за Тайваня.
24 марта 2022 года министр иностранных дел КНР Ван И в рамках 48-й сессии Совета министров иностранных дел Организации исламского сотрудничества, проходящей в Исламабаде, провёл встречу с министром иностранных дел Гамбии Мамаду Тангарой, на которой сообщил, что высоко оценивает принцип одного Китая со стороны Гамбии. По словам Ван И, Китай продолжит поддерживать усилия Гамбии по улучшению благосостояния её народа.